# Létavértesi Falu-rét
Létavértesi Falu-rét este o arie protejată (arie specială de conservare — SAC, sit de importanță comunitară — SCI) din Ungaria întinsă pe o suprafață de 54,37 ha, integral pe uscat.

## Localizare
Centrul sitului Létavértesi Falu-rét este situat la coordonatele 47°23′15″N 21°51′12″E / 47.3875°N 21.853333°E.

## Înființare
Situl Létavértesi Falu-rét a fost declarat sit de importanță comunitară în mai 2004 pentru a proteja 2 specii de plante și 6 specii de animale. Situl a fost protejat și ca arie specială de conservare în februarie 2010.

## Biodiversitate
Situată în ecoregiunea panonică, aria protejată conține 2 habitate naturale: Mlaștini alcaline, Fânețe de joasă altitudine (Alopecurus pratensis, Sanguisorba officinalis).
La baza desemnării sitului se află mai multe specii protejate:
- plante (2): Angelica palustris, Cirsium brachycephalum
- amfibieni (2): buhai de baltă cu burta roșie (Bombina bombina), triton cu creastă dobrogean (Triturus dobrogicus)
- nevertebrate (3): fluturele purpuriu (Lycaena dispar), Maculinea teleius, Vertigo moulinsiana
- reptile (1): țestoasa de baltă (Emys orbicularis)

Pe lângă speciile protejate, pe teritoriul sitului au mai fost identificate 3 specii de plante, 1 specie de reptile.